# Rasa Noreikienė
Rasa Noreikienė (* 15. Juni 1959) ist eine litauische Juristin, und ehemalige Politikerin, Vizeministerin, stellvertretende Wirtschaftsministerin Litauens.

## Leben
1984  absolvierte sie das Diplomstudium der Rechtswissenschaften an der Fakultät für Rechtswissenschaften der Universität Vilnius sowie 	1999 das Masterstudium der öff. Verwaltung an der Kauno technologijos universitetas. Von 1996 bis 1997 war sie stellvertretende Kanzlerin der Regierung Litauens. Von 1995 bis 1996 	leitete sie die Rechtsabteilung der Stadtverwaltung Kaunas. Von 2006 bis 2009 arbeitete sie als Sekretärin im Innenministerium Litauens. Von 2009 bis 2010 war sie Rechtsanwältin in der Anwaltskanzlei „Nordia Baublys & Partners“. Von 2010 bis 2013 war sie Regierungsvertreterin im Bezirk Kaunas. Vom 16. Juli 2013 bis Dezember 2016 war sie stellvertretende Wirtschaftsministerin Litauens.
Noreikienė ist Mitglied von Lietuvos teisininkų draugija.